# Замок Редвуд
Замок Редвуд (англ. Redwood Castle, Egan Castle, ірл. Caislean Choillte Rua) — замок Егана, замок Хойллте Руа, замок Хойллте Рудого — один із замків Ірландії, розташований в графстві Тіпперері, біля селища Лорха.

## Історія замку Редвуд
Замок Редвуд збудований в норманському стилі норманськими феодалами біля 1200 року, що займали його до 1350 року. Після цього замок захопив ірландський клан Мак Едагейн, що відомий також як Мак Еган, Еган або Кіган. Клан Мак Еган — це були спадкові брегони — судді традиційного ірландського суду, що був в Ірландії та англо-норманського завоювання. Клан Мак Еган заснував свій навчальний заклад, що кілька сотень років продовжував функціонувати в Ірландії. Замок кілька разів перебудовувався, в тому числі в 1350 році. Крім оригінальних товстих стін замок має низку особливостей, характерних для ірландських фортець, включаючи бійниці та скульптуру «Шела-на-гіг», що була в ірландських замках для «захисту від злих сил». Замок лишався у володіннях клану Мак Еган до 1650 року, коли він був захоплений військами Олівера Кромвеля під час придушення ним повстання за незалежність Ірландії.
Замок довгий час лежав в руїнах, аж доки Майкл Дж. Еган з клану Мак Еган — адвокат з графства Мейо купив і відновив замок в 1972 році. Замок залишається приватною резиденцією клану Мак Еган, хоча ним опікується Департамент культурної спадщини Ірландії. Замок періодично відкритий для туристів. Замок входить до списку пам'яток історії та архітектури графства Тіпперері, що охороняються законом і державою. У 2000, 2004, 2008 роках в замку відбувалися зустрічі людей клану Мак Еган.